# Ireneusz Pękalski

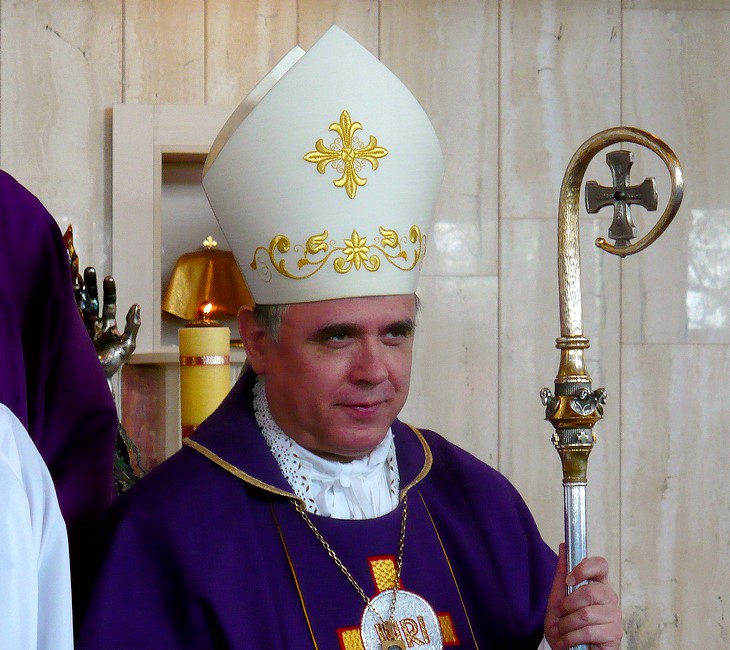
Weihbischof Ireneusz Pękalski (2010)

Bischofswappen von Ireneusz Pękalski

Ireneusz Józef Pękalski (* 9. März 1950 in Tomaszów Mazowiecki, Woiwodschaft Łódź) ist ein polnischer römisch-katholischer Geistlicher und emeritierter Weihbischof in Łódź.

## Leben
Ireneusz Pękalski empfing am 2. Juni 1974 durch Bischof Józef Rozwadowski das Sakrament der Priesterweihe für das Bistum Łódź. Anschließend absolvierte er ein Aufbaustadium im Fach Kanonisches Recht an der Katholisch-Theologischen Akademie in Warschau. 1981 wurde er an der Päpstlichen Universität Gregoriana mit einer Dissertationsschrift zum Thema Die Entwicklung der Kompetenzen der Kongregationen in der Römischen Kurie zum Dr. iur. can. promoviert.
Am 11. Dezember 1999 ernannte ihn Papst Johannes Paul II. zum Titularbischof von Castellum Tingitii und zum Weihbischof in Łódź. Der Erzbischof von Łódź, Władysław Ziółek, spendete ihm am 8. Januar 2000 die Bischofsweihe; Mitkonsekratoren waren der Apostolische Nuntius in Uruguay, Erzbischof Janusz Bolonek, und der Weihbischof in Łódź, Adam Lepa.
Am 8. April 2025 nahm Papst Franziskus seinen altersbedingten Rücktritt an.